# ولچس
ولچس (به فرانسوی: Vellèches) یک کمون در فرانسه است که در Canton of Saint-Gervais-les-Trois-Clochers واقع شده‌است.

## خصوصیات
ولچس ۱۹٫۶۴ کیلومترمربع مساحت و ۳۸۵ نفر جمعیت دارد و ۸۰ متر بالاتر از سطح دریا واقع شده‌است.